# Parkovyj most (Alej magdeburského práva)
Parkovyj most (ukrajinsky Парковий міст) je lávka, která vede nad ulicí Alej magdeburského práva a spojuje městský park s parkem Chreščatyj. Byl postaven podle projektu Evžena Oskaroviče Patona a otevřen 22. listopadu 1910. Kyjevané mostu přezdívají „Most milenců“, „Most lásky“, „Ďáblův most“ nebo „Patonův malý most“.
V lednu 2014 byl poškozen v důsledku střetů mezi demonstranty Euromajdanu a jednotkami Berkut. Byl obnoven úsilím městské komunity Kolomyja.